# 갈색꽃박쥐속
갈색꽃박쥐속(Erophylla)은 주걱박쥐과에 속하는 박쥐 속의 하나이다. 꽃박쥐아과 또는 긴혀박쥐아과로 분류하며 2종으로 이루어져 있다.

## 특징
작은 박쥐로 몸길이는 65~75mm, 전완장은 42~51mm, 꼬리 길이는 12~17mm이다. 몸무게는 최대 21g이다. 등 쪽은 짙은 갈색부터 연한 갈색빛 노랑까지 다양한 색을 띠지만 배 쪽은 좀더 밝다. 주둥이가 길다.

## 분포 및 서식지
카리브에 널리 분포한다.

## 하위 종
2종이 알려져 있다.
- 갈색꽃박쥐 (E. bombifrons)
- 담황색꽃박쥐 (E. sezekorni)